# Hypobapta
Hypobapta là một chi bướm đêm thuộc họ Geometridae.

## Các loài
- Hypobapta barnardi Goldfinch, 1929
- Hypobapta diffundens (Lucas, 1891)
- Hypobapta percomptaria (Guenée, 1857)
- Hypobapta xenomorpha (Lower, 1915)